# Ulises Torres
Ulises Torres Méndez (Ciudad de México, México, 17 de febrero de 1998) es un futbolista mexicano. Juega en la posición de defensa lateral y su equipo son los Leones Negros de la UdeG de la Liga de Expansión MX.

## Trayectoria
Inició su carrera en el año 2012 en la categoría Sub-15 del Club América. El 24 de agosto de 2016 y aún perteneciendo a las inferiores del equipo, Ignacio Ambriz decide alinearlo como titular en un partido de la Copa México frente a los Mineros de Zacatecas. Para el torneo Apertura 2018 el técnico Miguel Herrera lo registra con el primer equipo.
El 13 de agosto se confirma su incorporación al Salamanca CF UDS de la Segunda División B de España.

## Estadísticas

### Clubes
Actualizado al último partido jugado el 3 de abril de 2021.
| Club | Div.          | Temporada     | Liga  | Liga  | Liga   | Copas nacionales(1) | Copas nacionales(1) | Copas nacionales(1) | Copas internacionales(2) | Copas internacionales(2) | Copas internacionales(2) | Total | Total | Total  | Media goleadora(3) |
| Club | Div.          | Temporada     | Part. | Goles | Asist. | Part.               | Goles               | Asist.              | Part.                    | Goles                    | Asist.                   | Part. | Goles | Asist. | Media goleadora(3) |
| --- | ------------- | ------------- | ----- | ----- | ------ | ------------------- | ------------------- | ------------------- | ------------------------ | ------------------------ | ------------------------ | ----- | ----- | ------ | ------------------ |
| C. América · México |               |               |       |       |        |                     |                     |                     |                          |                          |                          |       |       |        |                    |
| 1.ª | 2016-17       | 0             | 0     | 0     | 1      | 0                   | 0                   | —                   | —                        | —                        | 1                        | 0     | 0     | 0.00   |                    |
| 1.ª | 2017-18       | 0             | 0     | 0     | 0      | 0                   | 0                   | 0                   | 0                        | 0                        | 0                        | 0     | 0     | 0.00   |                    |
| 1.ª | 2018-19       | 0             | 0     | 0     | 0      | 0                   | 0                   | —                   | —                        | —                        | 0                        | 0     | 0     | 0.00   |                    |
| Total club | Total club    | 0             | 0     | 0     | 1      | 0                   | 0                   | 0                   | 0                        | 0                        | 1                        | 0     | 0     | 0.00   |                    |
| Salamanca C. F. · España |               |               |       |       |        |                     |                     |                     |                          |                          |                          |       |       |        |                    |
| 3.ª | 2019-20       | 15            | 0     | 0     | —      | —                   | —                   | —                   | —                        | —                        | 15                       | 0     | 0     | 0.00   |                    |
| Total club | Total club    | 15            | 0     | 0     | 0      | 0                   | 0                   | 0                   | 0                        | 0                        | 15                       | 0     | 0     | 0.00   |                    |
| Cimarrones de Sonora · México |               |               |       |       |        |                     |                     |                     |                          |                          |                          |       |       |        |                    |
| 2.ª | 2020-21       | 13            | 0     | 0     | —      | —                   | —                   | —                   | —                        | —                        | 13                       | 0     | 0     | 0.00   |                    |
| Total club | Total club    | 13            | 0     | 0     | 0      | 0                   | 0                   | 0                   | 0                        | 0                        | 13                       | 0     | 0     | 0.00   |                    |
| Total carrera | Total carrera | Total carrera | 28    | 0     | 0      | 1                   | 0                   | 0                   | 0                        | 0                        | 0                        | 29    | 0     | 0      | 0.00               |
| (1) Incluye datos de Copa México (2016-18). (2) Incluye datos de Liga de Campeones de la Concacaf (2018). (3) No incluye goles en partidos amistosos. |               |               |       |       |        |                     |                     |                     |                          |                          |                          |       |       |        |                    |

### Resumen estadístico
|                            | Partidos | Goles | Promedio |
| -------------------------- | -------- | ----- | -------- |
| Liga                       | 28       | 0     | 0.00     |
| Copas nacionales           | 1        | 0     | 0.00     |
| Copas internacionales      | 0        | 0     | 0.00     |
| Selección de México Sub-17 | 6        | 0     | 0.00     |
| Selección de México Sub-20 | 4        | 0     | 0.00     |
| Total                      | 39       | 0     | 0.00     |

## Palmarés

### Torneos nacionales
| Título               | Club          | País   | Año  |
| -------------------- | ------------- | ------ | ---- |
| Liga MX              | C. América    | México | 2018 |
| Liga de Expansión MX | Leones Negros | México | 2025 |